# Ruine Tuttwilerberg
Die Ruine Tuttwilerberg ist auch unter dem Namen Burg Landsberg bekannt und liegt bei Tuttwil auf dem Gemeindegebiet von Wängi im Schweizer Kanton Thurgau. Die abgegangene Höhenburg wurde von den Herren von Bichelsee erbaut und bewohnt.

## Lage
Auf dem Tuttwilerberg ist die Burgstelle auf einem Landsporn zu finden. An der Bergseite schützte ein Halsgraben die Anlage. Zwei Gruben lassen auf ehemalige Kellerräumlichkeiten schliessen. In der Mitte stand ein quadratischer Turm, wovon nur noch ein Teil einer Eckmauer vorhanden ist.

## Geschichte
Im Jahre 1250 liess Walter I. von Bichelsee die Burg Landsberg errichten und nannte sich von da an Walter von Landsberg. Die Herren von Bichelsee und Landsberg gehörten dem niederen Adel an und waren Ministeriale des Klosters St. Gallen. Ihre Treue zu St. Gallen kam sie teuer zu stehen. Im Jahre 1273 plünderten die Habsburger die Burgen Neu-Bichelsee und Landsberg und schleiften sie 1292/93. Danach wurde die Burg offenbar wieder aufgebaut. Das Geschlecht der Herren von Bichelsee und Landsberg bestand bis mindestens 1391 fort, was mit der letztmaligen urkundlichen Erwähnung von Eberhard IV. belegt werden kann.

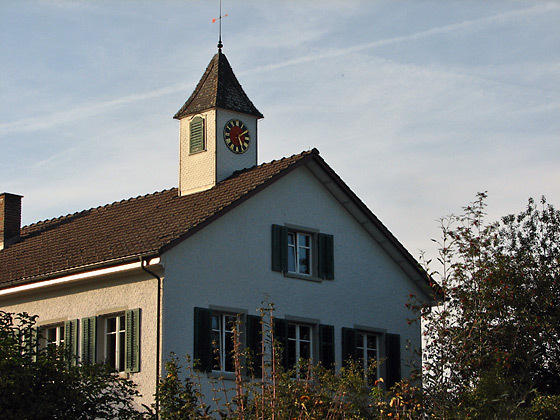
Schulhaus Tuttwil

Der Niedergang endete im 19. Jahrhundert, als die Burg Landsberg, nachdem sie langsam verfallen war, als Steinbruch für den Bau des Schulhauses Tuttwil und des Restaurants Löwen in Eschlikon verwendet wurde. Im historischen Museum von Frauenfeld befindet sich ein 1893 auf der Burgstelle ausgegrabenes Fragment eines tönernen Aquamanile.